# Nížkov
Nížkov (en allemand : Nischkau) est une commune du district de Žďár nad Sázavou, dans la région de Vysočina, en République tchèque. Sa population s'élevait à 977 habitants en 2020.

## Géographie
Nížkov se trouve à 10 km à l'ouest-sud-ouest de Žďár nad Sázavou, à 22 km au nord-est de Jihlava à 117 km au sud-est de Prague.
La commune est limitée par Nové Dvory au nord, par Sázava, Rosička, Matějov à l'est, par Újezd au sud-est, par Sirákov et Poděšín au sud, par Polná au sud-ouest, et par Brzkov et Olešenka à l'ouest.

## Histoire
La première mention écrite de la localité date de 1232.

## Administration
La commune se compose de trois quartiers : 
- Buková
- Nížkov
- Špinov

## Transports
Par la route, Nížkov se trouve à 11,5 km de Žďár nad Sázavou, à 28 km de Jihlava et à 142 km de Prague.